# Antoine Magnin
Antoine Magnin (Trévoux, 15 de febrero de 1848-Beynost, 15 de abril de 1926) fue un médico y botánico francés.

## Biografía
Hizo la mayor parte de su carrera en Besançon, donde devino director de la Escuela de Medicina en 1900.

## Honores
- 1881 - 1884: Director del Jardín Botánico de Lyon
- 1908 - 1909: Presidente de la Société botanique de France

### Eponimia
Nueve plantas y fósiles portan su nombre. Entre ellas:
- (Scrophulariaceae) Pedicularis magninii Bonati[2]

## Publicaciones
- antoine Magnin, george miller Sternberg. 2010. The Bacteria. Edición reimpresa de 1880 de BiblioBazaar, 256 pp. ISBN 1-144-90118-9
- ---------------------. Végétation des 74 lacs du Jura[1]
- ---------------------. 1913. Les Lortet : botanistes lyonnais, particulièrement Clémence, Pierre et Louis Lortet et le botaniste Roffavier
- émilie Jacquemin, charles Jarrin, antoine Magnin, joseph Corcelle, b. Berthier, eugène Fournier, antoine Merle, frédéric Tardy.  http://catalogue.bnf.fr/servlet/RechercheEquation?TexteCollection=HGARSTUVWXYZ1DIECBMJNQLOKP&TexteTypeDoc=DESNFPIBTMCJOV&Equation=IDP%3Dcb306472203&host=catalogue |url-capítulo= sin título (ayuda). Géographie de l'Ain (22 cm) (en francés) 1 (1 edición). Bourg-en-Bresse: Imprimerie centrale. 1912 [1885]. p. 470. BnF 30647220. Consultado el 13 de enero de 2012.